# Otto Weidinger
Otto Weidinger (ur. 24 maja 1914 w Würzburg, zm. 11 stycznia 1990 w Aalen) – niemiecki oficer Waffen-SS w stopniu SS-Obersturmbannführera. W trakcie II wojny światowej dowodził 4 Pułkiem Grenadierów Pancernych SS "Der Führer", wchodzącym w skład 2 Dywizji Pancernej SS. Za swoją działalność został odznaczony Krzyżem Rycerskim Krzyża Żelaznego z Liśćmi Dębu i mieczami.

## Odznaczenia
- Odznaka Szturmowa Piechoty - srebrna
- Odznaka za Rany - srebrna
- Krzyż Zasługi Wojennej II klasy z mieczami (31 stycznia 1943)[1]
- Krzyż Niemiecki złoty (26 listopada 1943)
- Krzyż Żelazny
  - II klasa
  - I klasa
- Brązowa Odznaka za Walkę Wręcz
- Odznaka Brygad Pancernych
- Krzyż Rycerski Krzyża Żelaznego z Liśćmi Dębu i mieczami
  - Krzyż Rycerski (21 kwietnia 1944)
  - 688. Liście Dębu (26 grudnia 1944)
  - 150. Miecze (6 maja 1945)

## Literatura
- Leksykon Wehrmachtu. [w:] Otto Weidinger [on-line].
- Berger, Florian (1999). Mit Eichenlaub und Schwertern. Die höchstdekorierten Soldaten des Zweiten Weltkrieges. Selbstverlag Florian Berger. ISBN 3-9501307-0-5.
- Fellgiebel, Walther-Peer (2000). Die Träger des Ritterkreuzes des Eisernen Kreuzes 1939-1945. Friedburg, Germany: Podzun-Pallas. ISBN 3-7909-0284-5.
- Patzwall, Klaus D. and Scherzer, Veit (2001). Das Deutsche Kreuz 1941 - 1945 Geschichte und Inhaber Band II. Norderstedt, Germany: Verlag Klaus D. Patzwall. ISBN 3-931533-45-X.
- Williamson, Gordon (2006). Knight's Cross, Oak-Leaves and Swords Recipients 1941-45. Osprey Publishing Ltd. ISBN 1-84176-643-7.